# Domingo Frades Gaspar
Domingo Frades Gaspar   (San Martín de Trevejo, 18 d'octubre de 1936 - Badajoz, 10 de gener de 2023) va ser un escriptor en fala de Xàlima i traductor professional extremeny. A més a més, va ser acadèmic corresponent de la Real Academia Galega del 2004 fins que va morir. Va treballar intensament tota la vida per a fer conèixer la seva comarca i la llengua que s'hi xerra.

## Trajectòria
Funcionari del Ministeri d'Extensió Agrària, durant la dècada dels 80 va publicar Sierra de Gata: donde empieza Extremadura (1983) i els treballs Apuntes de apicultura (1986) i La apicultura extremeña. Apuntes para su historia (1987).
Com que l'interessava que no afluixés la vida dels parlars gallecs del vall de Xàlima, el 1993 va cofundar i presidir un temps l'associació Fala i Cultura, i l'any següent va publicar la seva primera obra entorn de la llengua, Vamus a falal. Notas pâ practical i aprendel a nosa fala, que va ser reeditada i ampliada més recentment, el 2000.
Molt de temps després, el 2014, va traduir-hi El Petit Príncep juntament amb Félix Severino López Fernández i José María González Rodríguez; i el 2015, sota el títol de Novu Testamentu en Fala, el Nou Testament, amb l'ajut de Roberta Pearson, Jhon Maurice Pearson i Lous Michael Shanks.